# Otto-Ernst Ottenbacher
Otto Ernst Ottenbacher (18 novembre 1888 à Esslingen - 7 janvier 1975 à Stuttgart) est un Generalleutnant allemand qui a servi au sein de la Heer dans la Wehrmacht pendant la Seconde Guerre mondiale.
Il a été récipiendaire de la Croix de chevalier de la Croix de fer. Cette décoration est attribuée pour récompenser un acte d'une extrême bravoure sur le champ de bataille ou un commandement militaire avec succès.

## Biographie
Le 29 juin 1907, Ottenbacher, fils d'un banquier (+02.10.1905), entre comme cadet dans l'armée de Wurtemberg.

Le 19 novembre 1908, il est promu lieutenant.

Un peu avant la Première Guerre mondiale, il sert dans le 121e régiment d'infanterie (de).

En 1914, il devient Bataillonsadjutant en 1914 puis commande une compagnie de mitrailleuse. 

Le 18 août 1916, il est promu au grade de capitaine.

En 1919, il fait partie de 13e brigade et devient aide de camp en 1920 puis prend le commandement d'une compagnie du 13. (Württ.)Infanterie-Regiment de la Reichswehr.

En 1924 il commande une compagnie du 4. (Preuß.) Infanterie-Regiment et stationne à Stargard en Poméranie 

En 1928, il devient capitaine du 15. (Preuß.) Reiter-Regiment et s'installe à Paderborn.

En 1929, il est promu major au 17. Infanterie-Regiment stationné à Brunswick et devient commandant du 1er bataillon en 1932.

En 1933 il est promu lieutenant-colonel et commande, en 1934, le régiment d'infanterie Glogau.

En 1935, il devient colonel et prend la tête du Infanterie-Regiment 54. et se marie.

En 1938, Ottenbacher prend le commandement de la place de Lötzen en province de Prusse-Orientale

Le 1er avril 1939, il est promu général de division

Il participe à campagne de Pologne dans la 3e armée et remporte 2 fermoirs à sa Croix de fer. À la fin de la campagne sa brigade est dissoute et il commande le Infanterie-Ersatz-Bataillon 346.

Le 1er juin 1940, il est promu commandant de la 177e division d'infanterie à Vienne et responsable d'une partie des troupes de remplacement du XVIIe district militaire.

Le 25 octobre 1940, il est nommé à la tête de la 36e division d'infanterie.

Le 1er mars 1941, il est promu au grade de generalleutnant.

Le 22 juin 1941, lors de l'opération Barbarossa il est à la tête de sa division qui est affectée au groupe d'armées C et fonce vers le Nord. Le 13 août, il est décoré de la Croix de chevalier de la Croix de fer.

Le 6 octobre 1941, il est pendant quelques jours avec l'état-major du commandement général du XLI. Corps d'Armée puis responsable des troupes de remplacement avant de prendre le commandement en janvier 1942 du 13e commandement général
 Otto-Ernst Ottenbacher a été blessé lors des premières étapes du Front de Kalinine en octobre 1941 et gravement brûlé, il a été renvoyé en Allemagne pour récupérer.

Le 1er août 1942, il est promu Beauftragten General beim Militärbefehlshaber Frankreich c'est-à-dire officier général commandant militaire en France devenant ainsi responsable de la formation des forces de sécurité, les Sicherungs-Regimenter.

En juin 1944, après le débarquement de Normandie, il est chargé, à la tête d'une colonne de répression, par le général Carl-Heinrich von Stülpnagel pour rechercher et destruire les maquis et les unités FFI dans le secteur du Massif central (Indre, Limousin, Auvergne, Dordogne) à l’instar de la colonne Jesser, de la Division Brehmer et de la Division Das Reich, avec mission de sécuriser les arrières des troupes d’occupation puis il effectue, avec ses troupes, une retraite en direction de Clermont-Ferrand. Avec le « Kampfgruppe » Bode de la 11e Panzerdivision, il commet des crimes de guerre contre des civils pendant la retraite et détruit plusieurs villages.

Du 18 juillet au 24 juillet 1944, la bataille du Mont Gargan oppose, les forces d'Otto-Ernst Ottenbacher, notamment composées des colonnes de Kurt Von Jesser et de Walter Gleiniger forte de 2 500 hommes renforcée par des miliciens français, aux ordres du chef des opérations du maintien de l’ordre Jean de Vaugelas aux maquis commandés par Georges Guingouin (le « préfet du maquis »). 
 l’armée allemande se replie après 4 jours d’une bataille décisive et qui marque à jamais l’Histoire du Limousin, celle du Mont Gargan.
Début septembre 1944, il effectue des actions de lutte anti-maquis dans la région de Langres. La progression de la 2e division blindée (France) qui attaque à Prez-sous-Lafauche à la jonction de la 16. Panzergrenadier-Division et du Kampfgruppe Ottenbacher coupe les routes Neufchâteau (Vosges)-Chaumont (Haute-Marne) et Neufchâteau-Langres. et à la mi-septembre il est à l'action dans la Marne la 1re armée allemande en retraite, la 16e division infanterie puis la colonne Ottenbacher qui auront comme commandant en chef des opérations Hasso von Manteuffel, ils sont à l'œuvre contre la 2e DB.puis dans la région d'Épinal.

On perd ensuite sa trace durant le reste de la guerre.
En octobre 1950, il est jugé par le tribunal militaire de Bordeaux pour crimes de guerre, mais il est acquitté faute de preuves.
Ottenbacher meurt le 7 janvier 1975 à Stuttgart

## Décorations
- Croix de fer (1914)
  - 2e Classe
  - 1re Classe
- Insigne des blessés (1914)
  - en Noir
- Croix d'honneur pour les combattants 1914-1918
- Agrafe de la Croix de fer (1939)
  - 2e Classe
  - 1re Classe
- Croix de chevalier de la Croix de fer
  - Croix de chevalier le 13 août 1941 en tant que Generalleutnant et commandant de la 36. Infanterie-Division[6]